# Surat jalan
De surat jalan ("reisbrief" of "reispas"), volledige naam surat keterangan jalan (SKJ), is een reisdocument dat buitenlandse reizigers bij zich dienen te dragen wanneer ze naar gebieden in de Indonesische provincies West-Papoea of Papoea gaan die de Indonesische overheid niet vrij bereisbaar acht. In de praktijk gaat het hierbij om het grootste deel van Papoea. Het document is maximaal geldig voor de duur van het visum van de reiziger.
Een aantal -soms wisselende- gebieden in Papoea zijn vrijgesteld van de surat jalan. Dit geldt in ieder geval voor de steden Jayapura (en Sentani bij het vliegveld), Manokwari en Sorong en voor het eiland Biak. In deze plaatsen kan tegen betaling van een klein bedrag, inlevering van pasfoto's en vermelding van alle plaatsen waar de reiziger naartoe wil, binnen relatief korte tijd (een uur) een surat jalan worden gehaald bij het politiebureau (polres).
Sommige gebieden in Papoea zijn niet toegankelijk, vaak wegens recente of voortdurende activiteiten van de OPM. Ook de weg tussen Timika en Tembagapura (concessiegebied van Freeport-McMoRan) is verboden gebied.